# Mirza Ghalib
Mirza Ghalib, o Mirza Asad, pseudonimo di Mirza Asadullah Baig Khan (urdu/persiano: مرزا اسد اللہ خان) (Agra, 27 dicembre 1797 – Delhi, 15 febbraio 1869), è stato un poeta indiano di lingua urdu e persiana.

## Biografia
Scrisse numerosi ghazal che sono stati interpretati e cantati in molte maniere differenti dal popolo.
È considerato uno tra i più significativi poeti della letteratura urdu.
Visse e lavorò nel periodo storico caratterizzato dal declino dell'impero moghul.
Anche se la sua preparazione culturale si indirizzò verso la corrente tradizionale indo-persiana classica, e ai suoi esordì fu influenzato notevolmente dal grande poeta Abdul-Qādir Bēdil, seppe evolversi con una certa dose di personalità e originalità.

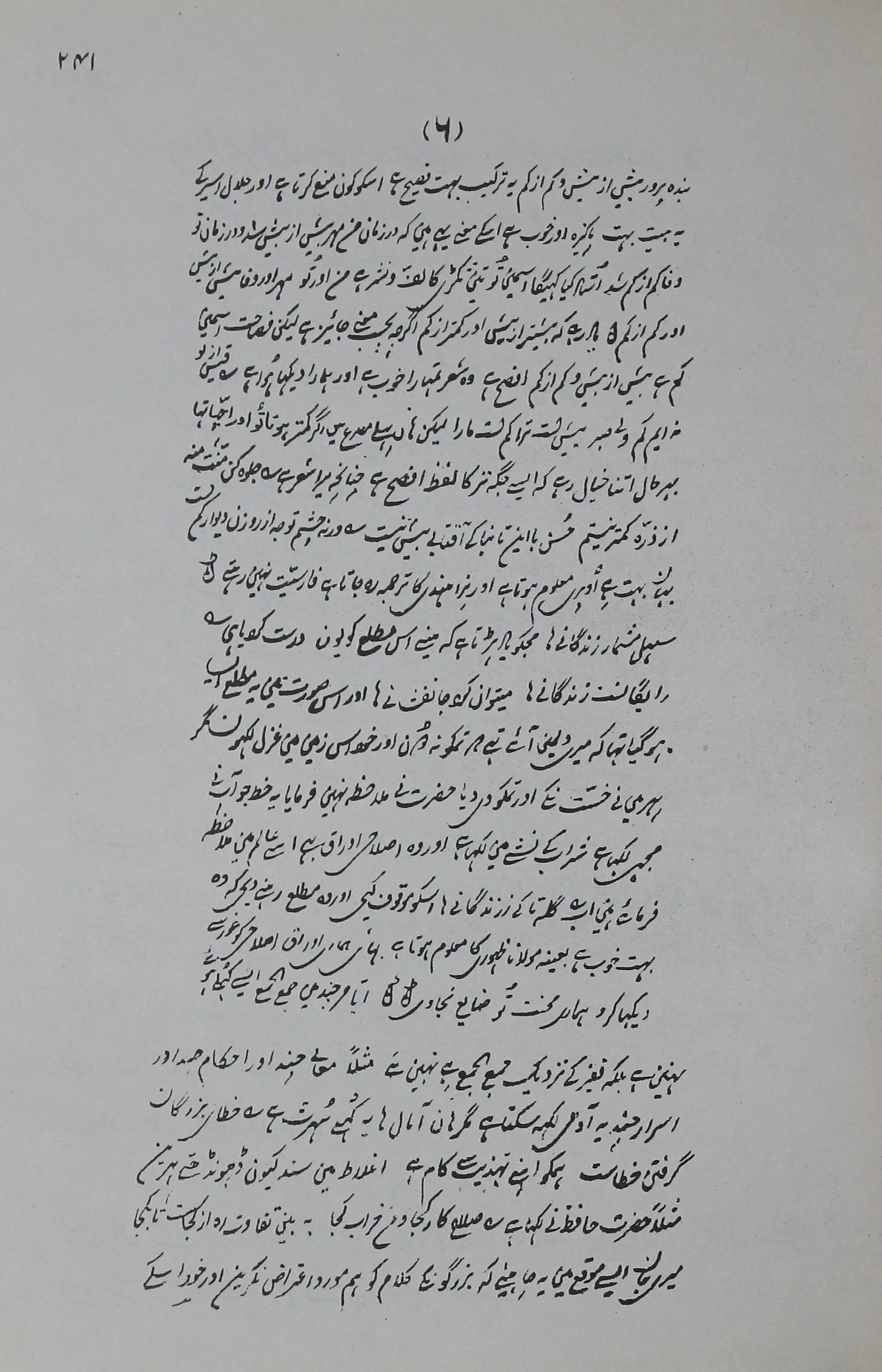
Una lettera scritta da Ghalib

Sicuramente gli avvenimenti storici, come l'inizio della dominazione straniera, incisero sui toni delle sue opere, che si impregnarono di una profonda tristezza.
Se il complesso delle sue opere in lingua urdu risultò, in quantità, minore rispetto a quella in lingua persiana, si può
valutare spesso migliore dal punto di vista della qualità e della originalità.
I contenuti delle sue opere si caratterizzarono per un fondo triste di realismo e di arditezza filosofica che ebbero una notevole influenza sulle generazioni successive di scrittori.